# Bodio
Bodio és un municipi del districte de Leventina (Cantó de Ticino, Suïssa).